# Salganea coheni
Salganea coheni är en kackerlacksart som beskrevs av Roth, L. M. 1979. Salganea coheni ingår i släktet Salganea och familjen jättekackerlackor. Inga underarter finns listade i Catalogue of Life.